# Tutte le sere alle nove
Tutte le sere alle nove (Our Mother's House) è un film drammatico britannico del 1967 diretto da Jack Clayton e tratto da un romanzo di Julian Gloag.

## Trama
Morta la madre dopo una lunga malattia, i sette fratelli Hook decidono di seppellirla nel giardino di casa senza rivelarlo a nessuno e fingendo che la donna continui a vivere. Questo perché i ragazzi temono di dover essere separati nel caso si venisse a sapere che sono rimasti soli. Il padre, che non ha dato più notizie di sé da tempo, ricompare improvvisamente. L'assetto familiare cambia progressivamente e i bambini iniziano a provare profondo affetto per una persona che, in realtà, si rivelerà non essere neppure il padre di tutti loro. Elsa, la figlia maggiore, resta ormai l'isolata detentrice del ricordo materno. Quando tutti i nodi vengono al pettine, il fallimento del progetto iniziale diventa inesorabile: i bambini non potranno più stare insieme e autogestirsi in nome della defunta madre.

## Riconoscimenti
- Candidatura per il Leone d'oro alla Mostra del cinema di Venezia
- Candidatura per Dirk Bogarde come miglior attore ai premi BAFTA

## Critica
«Un film curioso e di sapore tipicamente inglese ... ottimo Bogarde...» ** 